# Ibicuitinga
Ibicuitinga é um município brasileiro do estado do Ceará. Localizada na Região Nordeste do Estado, precisamente na região do Baixo Jaguaribe, atingindo a zona do sertão central cearense, distante de Fortaleza cerca de 190 km. 
Ibicuitinga é hoje uma cidade em desenvolvimento. Ainda que uma cidade recente, é o local de origem de brasileiros ilustres da família Freitas, como o famigerado engenheiro agrônomo Jair José Rabelo de Freitas.

## Etimologia
O nome Ibicuitinga é da língua tupi e significa areia branca, composto por ybyku'i, areia, ting, branco, e o sufixo substantivador -a. Ybyku'i, por sua vez, significa "farinha de terra", em sua etimologia, provindo de yby, terra, e ku'i, farinha. O nome Ibicuitinga foi atribuído em tempos modernos ao distrito de Areia Branca, sendo uma tentativa correta de verter o nome ao tupi.

## População
Segundo dados do censo 2010, o município contava com uma população estimada em 11.335 habitantes, constituído de 50,7% de sua população urbana e 49,3% rural.
A população conta hoje com diversos serviços básicos como esgotos, sistema de abastecimento de água na sede e nos distritos, telefonia fixa e móvel, provedores de internet, agência bancária e da caixa, agência dos correios, uma ampla rede de lojas e comércios e a tradicional feira aos domingos onde é possível vender e comprar. 
Basicamente um município agrícola, Ibicuitinga se destaca pela sua grande produção de feijão e milho, além da pecuária que também compõe o quadro econômico do município. São 30 anos de progresso mas onde muitas vezes alguns conceitos pararam no tempo. 
A população é composta hoje de 51,7% de homens e 48,3% de mulheres que diariamente somam-se e constroem a história de um município que mesmo sendo novo já é destaque pelo seu povo, cultura e tradições regionais.

## Economia

### Indústria
Podemos contar com seguintes estabelecimentos industriais: movelaria, serraria, padaria, agroindústria de mandioca e carpintaria. 

### Comércio
A atividade comercial de Ibicuitinga se fundamenta no comércio varejista. Os principais comércios são de produtos alimentícios, confecções, remédios, bebidas, frutas e utensílios domésticos. 

### Pecuária
As espécies animais que mais se destacam na pecuária do município são: bovinos, suínos, caprinos, ovinos, eqüinos, asininos e muares.

### Agricultura
Os principais produtos do nosso município são: algodão, feijão, milho e mandioca.

## História
Em 1866 através de um terreno doado pelo Sr. Samuel Ferreira Nobre, e sobre os auspícios de Nossa Senhora dos Remédios, foi erguida uma capela a qual deu origem as primeiras casas do povoado principal. Segundo populares, no início do século, somavam-se apenas 12 casas feitas de tijolos e 05 cinco de barro, mais sem nenhuma estrutura urbana. 

Em 15 de junho de 1883 a Câmara Municipal de Morada Nova, procedia a criação do segundo distrito de Boa Água, somente aprovada pelo Governo do Estado em 20 de dezembro de 1938. Segundo o historiador Raimundo Girão” no livro “História de Morada Nova” em 1943 o município passou a ser chamado de Ibicuitinga por se tratar de uma duplicidade de topônimo: Ibicui ou Cui = areia e Tínga = Branca, Alva.	

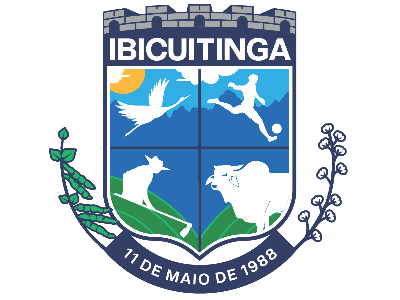
Brasão do munícipio de Ibicuitinga Ceará

Territorial datada de 31/12/1968, o distrito Ibicuitinga figura no município de Morada Nova. Assim permanecendo em divisão territorial datada de 18/07/1988, Elevado novamente à categoria de município com a denominação de Ibicuitinga, pela lei estadual nº 11436, de 11/05/1988, desmembrado de Morada Nova. Sede no antigo distrito de Ibicuitinga. Constituído do distrito sede. Instalado em 01/01/1989. Em divisão territorial datada de 17/01/1991, o município é constituído do distrito sede. Pela lei estadual nº 22, de 11/11/1991, são criados os distritos de Açude dos Pinheiros, Canindezinho, Chile e Viçosa e anexados ao município de Ibicuitinga. Em divisão territorial datada de 01/06/1995, o município é constituído de 5 distritos: Ibicuitinga, Açude dos Pinheiros, Canindezinho, Chile e Viçosa. Assim permanecendo em divisão territorial datada de 2005. 
Alteração toponímica distrital. Areia Branca para Ibicuitinga alterado pelo decreto estadual nº 1114, de 30/12/1943. 

## Política
Atualmente Ibicuitinga tem como prefeito Rogério Barreira (PT) e vice prefeito Teté de Ouro. Outros nomes passaram no governo da cidade como os ex-prefeitos Franzé Carneiro, José Edmilson Gomes (Deca), Anilton Maia, Marcondes Nobre, Eugênio Rabelo e Cleomario Freitas, com destaque para outras lideranças que integram ou integraram esta história como o médico Edvando Nobre Maia, a saudosa Dona Nira (Parteira) e comerciantes como o saudoso Pedro Paulo Sobrinho, (Pedro Branco), Benjamin Freitas, Francisco Nobre Falcão "Chico do Sinval". A cidade também conta com políticos jovens, como o presidente da Câmara Municipal do Município, Erieudes Bessa, nomes também muito importantes na composição da política ibicuitinguense são Joel Mayk, Cesar do Julio, Neguinho de Ouro, Tommas, Toninho do Canindezinho, Taiza, Eusébio Pinheiro, César do Mudo, dentre outros que dedicaram a maior parte de suas vidas a política de Ibicuitinga.

## Geografia

### Clima
Tropical quente semiárido em todo o território com chuvas concentradas de fevereiro a abril. A pluviometria média é de 974 mm. A temperatura média anual situa-se acima de 26 °C.